# 중앙 티베트어
중앙 티베트어 또는 위창 티베트어는 티베트 중부(위창, Ü-Tsang)와 그 주변 지역에서 사용되는 티베트어의 방언군이다. 가장 널리 사용되는 티베트어 방언이며, 특히 라싸 방언은 표준 티베트어의 바탕이다.
중앙 티베트어는 어휘 유사성을 볼 때 암도 티베트어보다 캄 티베트어에 더 가깝다.

## 분류
중앙 티베트어로 분류되는 하위 방언으로는, 라싸 티베트어(Lhasa)를 비롯하여 Limi (Limirong), Mugum, Dolpo (Dolkha), Mustang (Lowa, Lokä), Humla, Nubri, Lhomi, Dhrogpai Gola, Walungchung Gola (Walungge/Halungge), Tseku의 상호 의사소통이 가능한 지역 방언이 있다.
다만 Basum 방언은 차이가 상당하여 다른 언어로 구분할 여지가 있다. 에스놀로그는 Walungge 방언과 Thudam 방언이 서로 잘 통한다고 보고하며, 글로톨로그는 Thudam이 별개의 구분되는 방언이 아니라고 보고한다. Tournadre (2013)는 Tseku 방언을 캄 티베트어에 분류한다.
Qu & Jing (2017)의 중앙 티베트어 방언 조사에서는 Lhasa, Shigatse, Gar, Sherpa, Basum, Gertse, Nagqu 방언을 구분한다.
티베트 자치구 아리 지구 일대에서 쓰이는 Ngari 방언은 지역에 기반한 구분이다. 1842년까지 라다크어를 가리키던 Lower Ngari와 구분하기 위해 Stöd Ngari라고 특칭하기도 한다. 한편 인도령 티베트 지역의 Ngari 관련 방언은 라훌리-스피티어군(Lahuli–Spiti)이라는 외부 명칭으로 알려져 있다.

## 같이 보기
- 표준 티베트어
- 암도 티베트어
- 라다크어
- 발티어
- 위창